# Convenção das Nações Unidas relativa ao Estatuto dos Refugiados

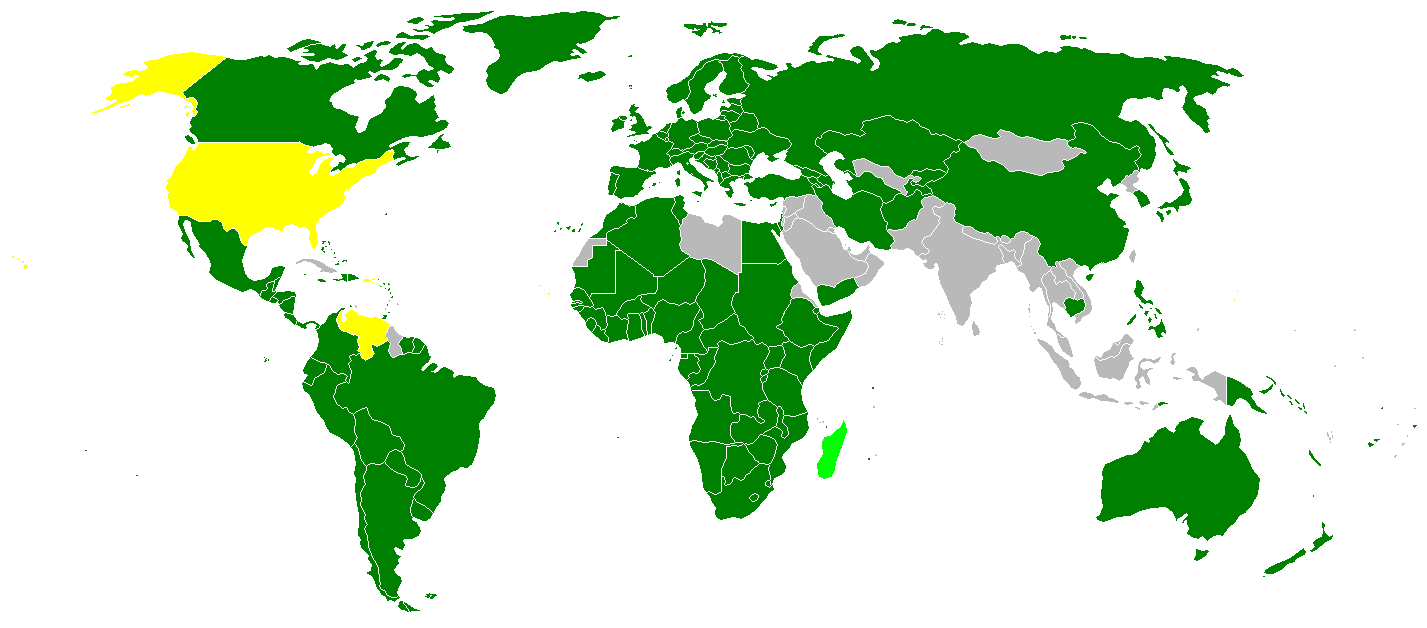
Convenção relativa ao Estatuto dos Refugiados:
Países signatários da Convenção de 1951, apenas
Países signatários do Protocolo de 1967, apenas
Países signatários de ambos
Não signatários

A Convenção das Nações Unidas relativa ao Estatuto dos Refugiados, também conhecida como Convenção de Genebra de 1951, define o que é um refugiado e estabelece os direitos dos indivíduos aos quais é concedido o direito de asilo bem como as responsabilidades das nações concedentes.
A convenção também estabelece quais as pessoas que não podem ser qualificadas como refugiados, tais como criminosos de guerra. Também garante a livre circulação para portadores de documento de viagem emitido sob a convenção.

## História
A Convenção das Nações Unidas relativa ao Estatuto dos Refugiados foi formalmente adotada em 28 de julho de 1951, e efetivada em 22 de abril de 1954, para resolver a situação dos refugiados na Europa após a Segunda Guerra Mundial.
A Convenção consolidou instrumentos legais internacionais prévios relativos aos refugiados e forneceu a mais compreensiva codificação dos direitos dos refugiados a nível internacional. Ao passo que antigos instrumentos legais internacionais somente eram aplicados a certos grupos, a definição do termo “refugiado” no Artigo 1º foi elaborada de forma a abranger um grande número de pessoas. Ela estabelece padrões básicos para o tratamento de refugiados sem, no entanto, impor limites para que os Estados possam desenvolver esse tratamento. No entanto, a Convenção só abrange eventos ocorridos antes de 1º de janeiro de 1951.
Com o tempo e a emergência de novas situações geradoras de conflitos e perseguições, tornou-se crescente a necessidade de providências que colocassem os novos fluxos de refugiados sob a proteção das provisões da Convenção. Assim, um Protocolo relativo ao Estatuto dos Refugiados foi preparado e submetido à Assembleia Geral das Nações Unidas em 1966. O Protocolo foi assinado pelo Presidente da Assembleia Geral e o Secretário-geral no dia 31 de janeiro de 1967 e transmitido aos governos. Entrou em vigor em 4 de outubro de 1967. 
Com a ratificação do Protocolo, os países foram levados a aplicar as provisões da Convenção de 1951 para todos os refugiados enquadrados na definição da carta, mas sem limite de datas e de espaço geográfico. Embora relacionado com a Convenção, o Protocolo é um instrumento independente cuja ratificação não é restrita aos Estados signatários da Convenção de 1951.

## Definição de refugiado
O artigo 1° da Convenção, emendado pelo Protocolo de 1967, dá a definição de refugiado como sendo:
toda a pessoa que, em razão de fundados temores de perseguição devido à sua raça, religião, nacionalidade, associação a determinado grupo social ou opinião política, encontra-se fora de seu país de origem e que, por causa dos ditos temores, não pode ou não quer fazer uso da proteção desse país ou, não tendo uma nacionalidade e estando fora do país em que residia como resultado daqueles eventos, não pode ou, em razão daqueles temores, não quer regressar ao mesmo. 
Com o passar do tempo e o surgimento de novas situações de refugiados, tornou-se cada vez necessário tornar as disposições da Convenção de 1951 aplicáveis a esses novos refugiados. Como resultado, um Protocolo relativo ao Estatuto dos Refugiados foi preparado e entrou em vigor em 4 de outubro de 1967. O ACNUR é chamado a fornecer proteção internacional aos refugiados que são de sua competência. 
Vários grupos se basearam na Convenção de 1951 para criar uma definição mais objetiva. Embora seus termos sejam diferentes dos da Convenção de 1951, a Convenção moldou significativamente as novas definições mais objetivas. Eles incluem a Convenção de 1969 que rege os aspectos específicos dos problemas dos refugiados na África pela Organização da Unidade Africana (desde 2002 União Africana) e a Declaração de Cartagena de 1984, embora não obrigatória, também estabelece padrões regionais para refugiados nas Américas do Sul e Central, México e Caribe.

## Direitos e responsabilidades das partes da Convenção sobre Refugiados
De acordo com o princípio geral do direito internacional, todo tratado em vigor obriga as partes e deve ser cumprido por elas de boa fé. Os países que ratificaram a Convenção sobre Refugiados são obrigados a proteger os refugiados que se encontram em seu território, de acordo com seus termos. Existem várias disposições que os Estados Partes da Convenção sobre Refugiados devem aderir.
Há uma série de disposições que os Estados que fazem parte da Convenção sobre Refugiados e do Protocolo de 1967 devem obedecer. Esses incluem:
- Cooperação com o ACNUR: Em conformidade com o Artigo 35 da Convenção sobre Refugiados e o Artigo II do Protocolo de 1967, os Estados se comprometem a cooperar com o Alto Comissariado das Nações Unidas para os Refugiados (ACNUR) no exercício de funções e auxiliar o ACNUR na supervisão da implementação das disposições da Convenção.
- Informações sobre a legislação nacional: as partes da convenção comprometem-se a comunicar ao Secretário-Geral das Nações Unidas as leis e regulamentos que possam adotar para garantir a aplicação da Convenção.
- Isenção de reciprocidade: a noção de reciprocidade (onde, segundo a lei de um país, a concessão de um direito a um estrangeiro está sujeita à correspondente concessão de tratamento semelhante pelo país do estrangeiro ao seu próprio cidadão) não se aplica a refugiados, porque os refugiados não gozam da proteção do seu país de origem.

Refugiados devem:
- obrigação de se conformar às leis e regulamentos, assim como às medidas tomadas para a manutenção da ordem pública dos Estados contratantes (Artigo 2º)

Os estados contratantes devem:
- isentar refugiados de reciprocidade (Artigo 7º): Isso significa que a concessão de um direito a um refugiado não deve estar sujeita à concessão de tratamento semelhante pelo país de nacionalidade do refugiado, porque os refugiados não gozam da proteção de seu estado de origem.
- ser capaz de tomar medidas provisórias contra um refugiado se necessário no interesse da segurança nacional essencial (Artigo 9º)
- respeitar o status pessoal de um refugiado e os direitos que vêm com ele, particularmente os direitos relacionados ao casamento (Artigo 12)
- fornecer acesso gratuito aos tribunais para refugiados (Artigo 16)
- fornecer assistência administrativa para refugiados (Artigo 25)
- fornecer documentos de identidade para refugiados (Artigo 27)
- fornecer documentos de viagem para refugiados (Artigo 28)
- permitir que os refugiados transfiram seus bens (Artigo 30)
- fornecer a possibilidade de assimilação e naturalização a refugiados (Artigo 34)
- cooperar com o ACNUR (Artigo 35) no exercício de suas funções e ajudar o ACNUR a supervisionar a implementação das disposições da Convenção.
- fornecer informações sobre qualquer legislação nacional que eles possam adotar para assegurar a aplicação da Convenção (artigo 36).
- resolver disputas que possam ter com outros estados contratantes na Corte Internacional de Justiça, se não for possível (Artigo 38)

Os estados contratantes não devem
- discriminar refugiados (Artigo 3º)
- tomar medidas excepcionais contra um refugiado unicamente em razão de sua nacionalidade (Artigo 8º)
- esperam que os refugiados paguem impostos e encargos fiscais que são diferentes dos nacionais (Artigo 29)
- impor penalidades aos refugiados que entraram ilegalmente em busca de asilo se eles se apresentarem sem demora (Artigo 31), o que é comumente interpretado como significando que sua entrada e presença ilegal não deve ser processada de forma alguma
- expulsar refugiados (Artigo 32)
- devolver à força ou "repelir" os refugiados para o país de onde fugiram (Artigo 33). É amplamente aceito que a proibição do retorno forçado faz parte do direito internacional consuetudinário. Isso significa que mesmo os estados que não fazem parte da Convenção sobre Refugiados de 1951 devem respeitar o princípio de não repulsão. Portanto, os estados são obrigados pela Convenção e pelo direito internacional consuetudinário a respeitar o princípio de não repulsão. Se e quando este princípio for ameaçado, o ACNUR pode responder intervindo junto às autoridades relevantes e, se julgar necessário, informará o público.

Os refugiados devem ser tratados pelo menos como nacionais em relação a:
- liberdade de praticar sua religião (Artigo 4º)
- o respeito e a proteção dos direitos artísticos e da propriedade industrial (Artigo 14)
- racionamento (Artigo 20)
- ensino fundamental (Artigo 22)
- alívio público e assistência (Artigo 23)
- legislação trabalhista e previdenciária (artigo 24)

Refugiados devem ser tratados pelo menos como outros estrangeiros em relação a:
- bens móveis e imóveis (Artigo 13)
- o direito de associação em sindicatos ou outras associações (Artigo 15)
- emprego assalariado (Artigo 17)
- trabalho autônomo (Artigo 18)
- prática das profissões liberais (Artigo 19)
- habitação (Artigo 21)
- educação superior ao fundamental (Artigo 22)
- o direito à livre circulação e livre escolha de residência no país (Artigo 26)

### O princípio da não expulsão
O direito de um refugiado ser protegido contra ser forçado a retornar ao país de origem, ou de rechaço (refouler), é estabelecido na convençãoː
Nenhum dos Estados Contratantes expulsará ou rechaçará, de maneira alguma, um refugiado para as fronteiras dos territórios em que a sua vida ou a sua liberdade seja ameaçada em virtude da sua raça, da sua religião, da sua nacionalidade, do grupo social a que pertence ou das suas opiniões políticas.
É amplamente aceito que a proibição de repatriamento forçado faz parte do direito internacional consuetudinário. Isto significa que mesmo os Estados que não são signatários da Convenção de Refugiados de 1951 devem respeitar o princípio de não repulsão. Portanto, os Estados são obrigados a respeitar o princípio de não expulsão no âmbito da Convenção e do direito internacional consuetudinário. Quando este princípio é comprometido, a ACNUR pode intervir com as autoridades competentes e, se o julgar necessário, informará a mídia.

## Descumprimento
Embora a Convenção seja "juridicamente vinculativa", não existe um órgão que monitore seu cumprimento. O Alto Comissariado das Nações Unidas para Refugiados (ACNUR) tem responsabilidades de supervisão, mas não pode fazer cumprir a Convenção e não existe um mecanismo formal para que os indivíduos apresentem queixas. A Convenção especifica que as reclamações devem ser encaminhadas à Corte Internacional de Justiça (artigo 38).
Um indivíduo pode apresentar uma queixa ao Comitê de Direitos Humanos das Nações Unidas sob o Pacto Internacional de Direitos Civis e Políticos ou ao Comitê de Direitos Econômicos, Sociais e Culturais da ONU sob o Pacto Internacional de Direitos Econômicos, Sociais e Culturais. As nações podem impor sanções internacionais contra os violadores, mas nunca houve precedentes.
No momento, as únicas consequências reais da violação são 1) vergonha pública na imprensa e 2) condenação verbal do violador pela ONU e por outras nações. Até o momento, isso não se mostrou um impedimento significativo. 

## Críticas
Um artigo de pesquisa para o governo australiano em 2000 resumiu os problemas do acordo da seguinte forma: 
- a definição de refugiado da Convenção está desatualizada, assim como sua noção de exílio como uma solução para os problemas dos refugiados
- não confere nenhum direito de assistência aos refugiados, a menos que eles cheguem a um país signatário. Não impõe nenhuma obrigação aos países de não perseguir ou expulsar seus cidadãos, e não impõe nenhum requisito de divisão de encargos entre os Estados
- o canal de asilo está fornecendo uma via para a migração irregular e está ligado ao contrabando de pessoas e à criminalidade
- a Convenção não leva em consideração o impacto (político, financeiro, social) de um grande número de requerentes de asilo nos países de destino
- há desigualdade de resultados entre refugiados do 'acampamento' e da 'Convenção'. A prioridade é dada aos presentes, com base na sua mobilidade, e não aos mais necessitados
- há uma grande disparidade entre o que os países ocidentais gastam no processamento e apoio aos requerentes de asilo e o que eles contribuem para o Alto Comissariado das Nações Unidas para Refugiados (ACNUR) para o esforço mundial de refugiados
- os requerentes de asilo não despertam a simpatia do público da mesma forma que refugiados "óbvios" (como visto na televisão)
- a Convenção promoveu caracterizações simplistas e infelizes dos requerentes de asilo como políticos e, portanto, "genuínos" e merecedores, ou econômicos e, portanto, "abusivos" e não merecedores.

Os representantes do ACNUR veem a necessidade de uma melhor distribuição do fardo ao lidar com os refugiados, mas não estão visando novas negociações sobre o status legal dos refugiados, pois é altamente provável que isso não resulte em uma melhoria, mas uma deterioração na proteção dos refugiados. 